# Carlí de crosta de pa
El carlí de crosta de pa o fals carlet de crosta de pa (Hebeloma crustuliniforme) és una espècie de carlí considerat com a bolet verinós. Es troba a Europa i Amèrica del Nord i ha estat introduït a Austràlia. El seu epítet específic deriva del llatí crustulum o petit crostó. És moderadament verinós. El seu agent tòxic encara no ha estat identificat
És un bolet comú que es pot trobat en arbredes obertes i bruguerars a l'estiu i la tardor, en llocs amb els hiverns suaus es pot trobar també a l'hivern.